# Малахова (Верхотурський міський округ)
Мала́хова (рос. Малахова) — присілок у складі Верхотурського міського округу Свердловської області.
Населення — 67 осіб (2010, 84 у 2002).
Національний склад населення станом на 2002 рік: росіяни — 100 %.